# Krokatjärnen, Norrbotten
Krokatjärnen är en sjö i Piteå kommun i Norrbotten och ingår i Byskeälvens huvudavrinningsområde. Krokatjärnen ligger i Byskeälven Natura 2000-område.